# 市坪苗族仡佬族乡
市坪苗族仡佬族乡是中华人民共和国贵州省遵义市正安县下辖的一个民族乡。

## 行政区划
市坪苗族仡佬族乡下辖以下村级行政区划单位：
市坪村、龙坪村、粗石村和河渡村。